# Nemo auditur propriam turpitudinem allegans
Nemo auditur propriam turpitudinem allegans è un brocardo che significa "nessuno viene ascoltato se espone una propria immoralità".
Si tratta di un principio generale del diritto di derivazione romana in forza del quale, nei rapporti contrattuali, chi ha dato luogo ad un motivo di nullità di un contratto non può poi avvalersene in giudizio proprio per far valere la nullità stessa.